# Selandia (Schiff)
Die Selandia war eines der ersten seegängigen Schiffe mit Dieselmotor sowie das erste Schiff mit elektrischen Ladewinden (von Siemens-Schuckert).
Wegen des Dieselmotors konnte auf die bis dahin üblichen Schornsteine der Dampfmaschinen verzichtet werden. Die Abgase wurden über ein Auspuffrohr im Kreuzmast abgeführt. Daher wurde das Schiff auch als „Schiff ohne Dampf und Rauch“ oder „Schiff mit drei Bambusstöcken“ bezeichnet.

## Technische Daten
Die Selandia war ein kombiniertes Fracht- und Passagierschiff. Der genietete Stahlrumpf mit Doppelboden besaß zwei durchlaufende Decks und fünf Laderäume.
Angetrieben wurde die Selandia von zwei einfachwirkenden Achtzylinder-Viertakt-Dieselmotoren des Typs DM 8150-X. Der Motorenhersteller Burmeister & Wain aus Kopenhagen fertigte die Maschinen in Lizenz vom Entwickler Rudolf Diesel. Beide Motoren mit einem Kolbendurchmesser von jeweils 53 Zentimetern und einem Kolbenhub von 73 Zentimetern erreichten bei einer Drehzahl von maximal 140 Umdrehungen pro Minute eine Leistung von jeweils 1250 PS / 920 kW. Die Kraftübertragung ohne Zwischengetriebe fand direkt auf zwei Festpropeller statt. Das Schiff besaß daneben einen Hilfsdieselmotor mit 250 PS / 184 kW. Der Brennstoffvorrat betrug bis zu 900 Tonnen.

## Geschichte

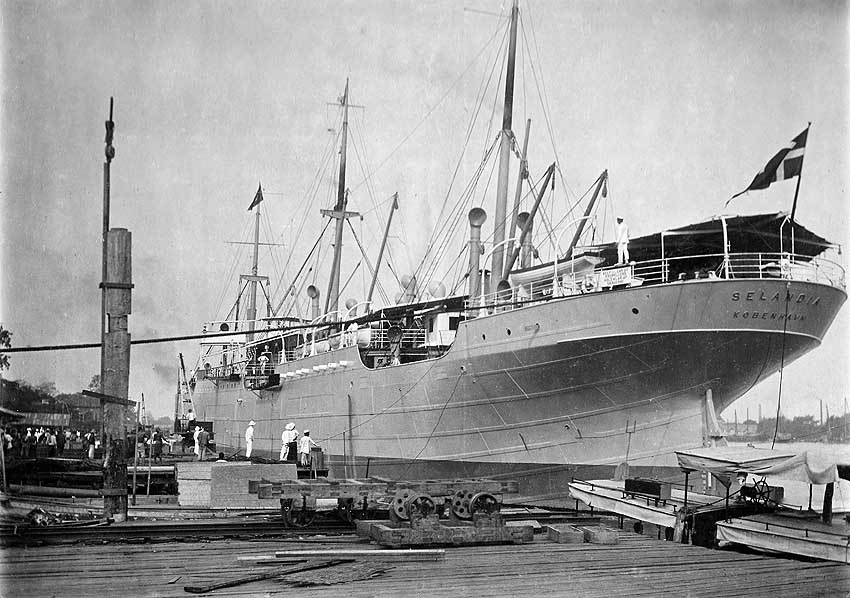
Die Selandia in Bangkok (1912)

Die dänische Det Østasiatiske Kompagni (East Asiatic Company) vergab 1910 den Auftrag zum Bau ihres ersten Motor-Seeschiffs an die Werft Burmeister & Wain in Kopenhagen. Der Stapellauf erfolgte am 4. November 1911, die Indienststellung am 17. Februar 1912.
Die am 22. Februar 1912 begonnene Jungfernfahrt führte über 22.000 Seemeilen (ca. 37.875 km) von Kopenhagen über London, Antwerpen, Genua, den Sueskanal und Bangkok nach Japan und wieder zurück. Unterwegs erregte die Selandia wegen ihres neuartigen Antriebs großes Aufsehen. In London besichtigten der damalige Marineminister Winston Churchill und weitere Mitglieder der Admiralität das Schiff. In Bangkok ging die nach Japan reisende Mutter des Königs von Siam (Thailand) an Bord. Nach vier Monaten war die Selandia wieder in Kopenhagen.
Im Ersten Weltkrieg war die Selandia im Pazifik eingesetzt und fuhr danach im Liniendienst Kopenhagen – Bangkok.

### Norseman
1936 wurde das Schiff an die Rederi A/S Norseman in Norwegen verkauft, in Norseman umbenannt und in Panama registriert. Wegen einer schweren Beschädigung wurde das Schiff dann 1938 aufgelegt und 1939 auf die Norseman Steam Ship Company Incorporation in Panama übertragen, bevor es 1940 wieder in Fahrt gesetzt wurde.

### Tornator
Schließlich wurde die Norseman 1940 an die Finland-Amerika-Linjen in Helsinki verkauft und in Tornator umbenannt. 1942 wurde das Schiff nach Japan verchartert. Auf einer Reise von China nach Japan mit einer Ladung Salz zerbrach die Tornator nach einer Grundberührung am 26. Januar 1942 in der Omaiski-Bucht bei Omaizaka in zwei Teile und sank am 30. Januar 1942. Alle Mann der Besatzung konnten gerettet werden.

## Schwesterschiffe
- Fionia (1911), 1912 an Hapag: Christian X.
- Jütlandia (1912)

## Film
- Die Selandia und der Tod von Rudolf Diesel. Dokumentarfilm, Dänemark, 2012, 58 Min., Buch: Grant Eustace, Regie: Michael Schmidt-Olsen, Produktion: Chroma Film, deutsche Erstsendung: 26. Oktober 2013 bei arte, Inhaltsangabe von ARD.